# Нечиста крв (ТВ серија)
Нечиста крв је  српска телевизијска серија снимана током 2020. године.
Адаптацију сценарија за прве три епизоде је урадила драмска списатељица Милена Марковић, 4. и 5. епизоду Катарина Митровић, а од 4. до 10. епизоде Дејан Прћић. Режију првих 5 епизода и филм потписује Милутин Петровић а режију преосталих 5 наставака Горан Станковић.
Од 4. децембра 2021. се премијерно приказивала на РТС 1.

## Радња
Радњу серије Воја Нановић, оригинални сценариста,  повезао је као сублимацију свих романа и приповедака Боре Станковића у једну породичну сагу захватајући период од 40 година с краја 19. века. 
Kроз три генерације, Нечиста крв приповеда о финансијском, моралном и физичком пропадању једне породице.
Радња започиње с Хаџи Трифуном, Софкиним дедом а завршава се са Софком тј. сви ликови из Ташане, Парапуте и осталих дела, повезани су кроз ту једну породицу и људе који су живели у Врању.
Трифун, богати вођа хришћанске мањине у Турском царству, представља прву генерацију породице. Он покушава да достигне моралне стандарде друштва и сачува своје богатство и углед своје породице, док се истовремено бори против свог еротског нагона.
Како би задржао своју моћ, Трифун покреће низ догађаја који ће имати ужасне последице по чланове његове породице.
Другу генерацију породице представља Мита, Трифунов син, који не жели да буде део очеве прљаве пословне империје. Мита припада групи старих аристократа, чији ресурси пресушују и којима се супротстављају нови, богати профитери, необразовани и вулгарни.
Након што је изгубио читаво богатство и имовину, Мита је приморан да уда своју најлепшу ћерку Софку за богаташа да би могао да преживи.
Софка представља трећу генерацију породице, која је под потпуним финансијским и духовним падом. Упркос томе што је обележена крвљу и поступцима својих предака, Софка покушава да се уздигне изнад друштвених и историјских околности времена у којем живи.
Постоје критике због одступања адаптације од изворног материјала Боре Станковића.

## Улоге
| Глумац                | Улога                                   |
| --------------------- | --------------------------------------- |
| Драган Бјелогрлић     | Хаџи Трифун                             |
| Анђела Јовановић      | Ташана                                  |
| Kaтарина Радивојевић  | Цоне                                    |
| Дејан Бућин           | владика Мирон                           |
| Феђа Штукан           | Кољ                                     |
| Марко Грабеж          | Мита                                    |
| Недим Незировић       | Јовча                                   |
| Теодора Драгићевић    | Стојна                                  |
| Тим Сејфи             | Џафер - бег                             |
| Никола Вујовић        | Исмаил - бег                            |
| Нела Михаиловић       | Ката                                    |
| Милица Гојковић       | Анђа                                    |
| Ваја Дујовић          | Стана                                   |
| Александар Ристоски   | Сарош                                   |
| Горан Јевтић          | Парапута                                |
| Младен Леро           | Николча                                 |
| Бојан Жировић         | газда Младен                            |
| Милутин Милошевић     | Иса Сурдучки                            |
| Александар Стојковић  | Ставра                                  |
| Миливој Борља         | Тоне                                    |
| Радован Миљанић       | газда Риста                             |
| Сем Озтуфецки         | Решид - бег                             |
| Марко Тодоровић       | официр Емир                             |
| Александра Плескоњић  | Наза                                    |
| Мирјана Ђурђевић      | Рада                                    |
| Димитрије Тодоровић   | Марко                                   |
| Урош Дробац           | Ахмет                                   |
| Иван Димитријевић     | други турски војник                     |
| Видан Миљковић        | Клисар                                  |
| Срђан Никчевић        | газда Ристин син                        |
| Марко Николић         | Хаџи Трифунов слуга 1                   |
| Милан Стаменковић     | Хаџи Трифунов слуга 2                   |
| Дамир Романов         | Цонин слуга                             |
| Никола Мијушковић     | Тома, Ташанин старији син               |
| Богдан Стевић         | Василије, Ташанин млађи син             |
| Растко Поповић        | Арса, Јовчин старији син                |
| Андреј Живковић       | Митке (3 године)                        |
| Дарко Бјековић        | газда Стеван                            |
| Јелена Тадинац        | Марија, Јовчина трећа жена              |
| Александра Мећава     | Тодора, Ефенди - Митина жена у младости |
| Сара Сандева          | Софка                                   |
| Драган Мићановић      | старији ефенди Мита                     |
| Леон Лучев            | старији Јовча                           |
| Љубомир Бандовић      | старији Марко                           |
| Невена Неранџић       | Васка                                   |
| Јово Максић           | старији Тоне                            |
| Соња Колачарић        | старија Стојна                          |
| Вучић Перовић         | Митке                                   |
| Сава Стојановић       | Арса                                    |
| Миодраг Драгичевић    | хаџи Тома                               |
| Милица Стефановић     | старија Марија                          |
| Милена Предић         | старија Тодора                          |
| Дубравка Ковјанић     | старија Ташана                          |
| Бранислав Трифуновић  | старији Сарош                           |
| Весна Станојевић      | старија Стана                           |
| Дијана Маројевић      | Зора                                    |
| Албан Укај            | старији Ахмет                           |
| Милош Ђорђевић        | владика Манасије                        |
| Никола Шурбановић     | Гвозден                                 |
| Флорист Бајгора       | Јусуф                                   |
| Марина Станковић      | Коштана                                 |
| Стојша Ољачић         | Томча                                   |
| Ива Милановић         | Мара                                    |
| Милена Живановић      | Тинка                                   |
| Андреја Маричић       | Симеон                                  |
| Жан Баптист Демаригни | Омер Бег                                |
| Милош Цветковић       | Гркљан                                  |
| Марија Кундачина      | Салче                                   |
| Наби Танг             | Реџеповица                              |
| Ђорђе Марковић        | Таса пандур                             |
| Радивој Кнежевић      | Рафајло                                 |
| Јелена Тјапкин        | Лујза                                   |
| Вутер ван Хаувелинген | инжењер                                 |
| Јован Јовановић       | Ванко                                   |
| Миливоје Станимировић | Игњат                                   |
| Владимир Гвојић       | Момир                                   |
| Ненад Гвозденовић     | манастирски поп Аркадије                |
| Милутин Петровић      | Реџеп ага                               |
| Никола Мијатовић      | Стојан                                  |
| Димитрије Стајић      | старији Василије                        |
| Власта Велисављевић   | Танасије                                |
| Вукашин Ранђеловић    | слуга Младен                            |
| Милован Филиповић     | воденичар Душан                         |
| Мирјана Требињац      | Ашчика                                  |
| Лазар Ђукић           | Јеврем                                  |
| Ивана Панчић          | Смиљка                                  |
| Јелена Томић          | Стојанка                                |
| Теа Тепавчевић        | Арсина супруга                          |
| Леон Лакета           | Томча - 4 године                        |
| Јанко Радишић         | турски водник коњаник                   |
| Коча Ђенић Давичо     |                                         |
| Висам Јазар           | турски војник Невзет                    |
| Вахид Џанковић        | капетан Мустафа                         |
| Дарко Миловановић     | слуга Коста                             |
| Андреј Мирић          | Васкин син                              |
| Симона Маркичевић     | Миткетова супруга                       |
| Урош Каназир          | Стојан 13 година                        |
| Осман Ахмед           | гост Софкине свадбе                     |
| Мирко Радуловић       | фурунџија                               |
| Неда Матовић          | пијана девојка                          |
| Жељко Стеванић        | Ахметов стражар                         |
| Миле Вуковић          | пандур                                  |
| Дејан Јајчанин        | сељак кочијаш                           |
| Павле Гератовић       | Васкин син беба                         |
| Душанка Вучуровић     | Фата                                    |
| Сузана Јовић          | дублерка                                |
| Димитрије Тодоровић   | дете Марко                              |
| Микица Петронијевић   | Гвозденов отац                          |
| Вања Сенеши           | Башибозлук Черкез                       |
| Мирко Пантелић        | Механџија                               |
| Данило Петровић       | Стојмен                                 |
| Пеђа Марјановић       | турски официр                           |
| Андреј Димић          | беба Томче                              |
| Гала Шалипур          | Јовчина слушкиња                        |
| Јеврем Павловић       | беба Стојан                             |
| Едим Арифи            | дечак на тргу                           |
| Страхиња Бичанин      | слуга Воја                              |
| Миљана Кравић         | Ната                                    |
| Лука Малић Укић       | Aрнаутин                                |
| Хакан Дачи            |                                         |
| Селпин Керим          |                                         |

## Епизоде
| Бр. у серији | Бр. у сезони | Назив          | Редитељ          | Сценариста                                        | Пpемијерно емитовање |
| --- | ------------ | -------------- | ---------------- | ------------------------------------------------- | -------------------- |
| 1 | 1            | Хаџи Трифун    | Милутин Петровић | Војислав Нановић и Милена Марковић                | 4. децембар 2021.    |
| Хаџи Трифун је угледни српски трговац, који покушава да очува мир са турским властима, али и одржи свој углед и утицај у Врању, важној турској варошици у близини границе са ослобођеном Србијом. Трифуну муке не стварају само моћни турски бегови него и сама његова породица. Ташана, удовица Ђорђа, Хаџи Трифуновог сина, не може више да издржи затвореност у мрачној соби. А неколико мушкараца је занесено њеном лепотом. Други Хаџи Трифунов син, Мита, није претерано заинтересован за трговину, док трећи син, Јовча, жели да отера своју супругу, мајку двоје његове деце, у манастир и по трећи пут се ожени.                                       |              |                |                  |                                                   |                      |
| 2 | 2            | Звоно          | Милутин Петровић | Војислав Нановић и Милена Марковић                | 5. децембар 2021.    |
| Кољ је вођа заједнице у албанском планинском селу. Свом пријатељу, богатом врањанском трговцу, Хаџи Трифуну, учини услугу која је везана за мрачне политичке послове, али одбије дарове које му овај понуди. Већ тражи да му он, Кољ, каже шта жели онда када се то њему допадне. Хаџи Трифуну то није драго, јер не зна шта све може да очекује од Коља у договору за који наплату не зна. Када му Кољ коначно саопшти шта жели од њега, Хаџи Трифун се нађе пред великом дилемом која може озбиљно да уздрма његову породицу. |              |                |                  |                                                   |                      |
| 3 | 3            | Ташана         | Милутин Петровић | Војислав Нановић и Милена Марковић                | 11. децембар 2021.   |
| Хаџи Трифун покушава да оправда одлуку да своју снају, Ташану, удовицу његовог покојног сина Ђорђа - преда Кољу, вођи албанске заједнице која живи у планини поред Врања. Хаџи Трифунова супруга Ката не слаже се се тим, али је он убеди да је то најбољи начин да се смири Ташана која уноси узнемирење међу мушкарце занесене њеном лепотом. Код Ташане дође владика Мирон, који је због њеног одбијања одлучио да се замонаши. Мирон тражи од ње да се покаје. Она одбија да се покори и пије вино пркосећи тако околини. Нови немир у Ташанин живот уноси и то што је у њу заљубљен и локални берберин, Турчин Сарош.                                      |              |                |                  |                                                   |                      |
| 4 | 4            | Јовча          | Милутин Петровић | Војислав Нановић, Катарина Митровић и Дејан Прцић | 12. децембар 2021.   |
| После смрти Хаџи Трифуна бригу о породичном имању преузима његов син Јовча. Други Хаџи Трифунов син, Ефенди Мита, немаран је према наслеђу. Одлази на дуга путовања покушавајући тако да побегне и од себе и од своје одговорности према породици. Случајан сусрет са некадашњом слушкињом, Стојном, пробудиће стара осећања и грехе прошлости. С друге стране, Јовча стрпљиво стиче богатство и посебну љубав гаји према ћерки, Васки. Много мање пожње посвећује синовима, Миткету и Арси, чију је мајку Анђу послао у манастир. |              |                |                  |                                                   |                      |
| 5 | 5            | Јовчини синови | Милутин Петровић | Војислав Нановић, Катарина Митровић и Дејан Прцић | 18. децембар 2021.   |
| У Врању и у околини су велики немири 1870. године. Разбојници који праве неред где год се појаве убију локалног муселима, Ибрахим бега. Безосећајни Тоне претукао је своју жену Стојну и избацио је на улицу. О њој брине слушкиња Стана, чија је Стојна ванбрачна ћерка, али никада то није смела да јој призна. С друге стране, Јовча хоће да га син Митке одмени у трговини. Хоће да више времена проведе у кући и посвети пуну пажњу својој миљеници, ћерки Васки. Митке је спреман да се упусти у трговину, али без обзира на то Јовча је неповерљив према његовим способностима.                                                                          |              |                |                  |                                                   |                      |
| 6 | 6            | Просидба       | Горан Станковић  | Војислав Нановић и Дејан Прцић                    | 19. децембар 2021.   |
| Ташанин син, Василије, грудоболан је као и његов покојни отац, Ђорђе. У самртном бунилу, Василије дозива Софку, своју сестру од стрица. Василије умире. За то време трговац Иса Сурдучки дошао је у Врање, код свог старог пријатеља, Јовче, на свадбу његових синова, Миткета и Арсе. Током свадбене прославе Иса наговара Јовчу да организује Србе да се побуне против турске власти. Јовча није сигуран да би војни окршаји били добри за одржање његових послова. Кад чује да је његов синовац, Василије, преминуо - Јовча прекине свадбено весеље. |              |                |                  |                                                   |                      |
| 7 | 7            | Јусуфче        | Горан Станковић  | Војислав Нановић и Дејан Прцић                    | 25. децембар 2021.   |
| Васка је отишла из куће јер ју је отац, Јовча, избацио из куће кад је сазнао да је остала трудна са слугом. Без обзира на то Јовча иде до њене оронуле куће и посматра је, дуго, ћутећи. Јовчин син Митке покушава да га орасположи јер је Ускрс. Јовчи није до славља са породицом. Проклиње сваког оног ко хоће да помогне Васки. Митке наставља са својим љубавним авантурама. Састаје се са Реџеповицом кад је њен муж, Реџеп ага, на дуже одсутан од куће. Једне вечери, међутим, Реџеп ага са наоружаном пратњом уђе у собу у којој су Митке и Реџеповица.                                                                                                |              |                |                  |                                                   |                      |
| 8 | 8            | Време ратно    | Горан Станковић  | Војислав Нановић и Дејан Прцић                    | 26. децембар 2021.   |
| Године 1876. у Врању се осећају одјеци рата који се води између Срба и Турака. У Врање, у кућу Ефенди Мите, појављује се капетан Мустафа, који његовој кћерки, Софки, даје револвер рекавши да ће преко тога да зна ко га је посетио. Када Ефенди Мита види тај револвер схвати да је то Турчин Сарош, његов побратим који је из Врања побегао пре више од двадесетпет година, јер се плашио крвне освете. Сарош се упути и према кући Ташане, жене у коју је у младости био страсно заљубљен. Када види Ташану његов бол се увећа када схвати да га она не препознаје.                                                                                         |              |                |                  |                                                   |                      |
| 9 | 9            | Софка          | Горан Станковић  | Војислав Нановић и Дејан Прцић                    | 31. децембар 2021.   |
| Године 1880. Врање је већ две године део Србије, јер је турска војска избачена из града. У Врање се вратио и газда Младен. Распитује се где се налази његов побратим, Ахмет, од којег је и побегао из Врања у страху од крвне освете, јер није успео да сачува живот Ахметовог синовца, Јусуфа. У Врање се вратио и Ефенди Мита, који је провео три године у затвору због лажне оптужбе да је убио свог доброг пријатеља, Сароша. Ефенди Мита је потпуно пропао и једино решење за себе види у томе да ћерку Софку, због новца, уда за дечака, Томчу, сина газда Младена. Та идеја никако се не допада Ефенди Митиној родбини.                                  |              |                |                  |                                                   |                      |
| 10 | 10           | Мртва птица    | Горан Станковић  | Војислав Нановић и Дејан Прцић                    | 1. јануар 2022.      |
| Мали Томча је израстао у лепог младића и Софка сада ужива у браку са њим. Тамну сенку на њихове односе баца то што Софкин отац, Ефенди Мита, очекује да му Томча даје новац. Понижава Томчу рекавши му да је Софку и дао њему само због новца. Томча свој бес искали на Софки. Љутити Томча одлази у кафану и тамо види младу Коштану, која прелепо пева. Коштана освоји Томчину, али и пажњу бројних становника Врања који уживају у њеној песми. Томча је спреман да купи Коштану, али му она одговори да би она, ако би остала без слободе, била само мртва птица. Коштанин глас настави да осваја све који је виде и чују - све док се не догоди трагедија. |              |                |                  |                                                   |                      |

## Занимљивости
- Снимање је почело 12. августа 2020. и трајало 84 дана у Рипњу, где је изграђена реплика Врања из 19. века.

- Сценарио за серију је написан још у периоду од 1970. до 1974. године од стране еминентног југословенског и српског филмског ствараоца Воје Нановића док је живео и радио у Њујорку и у том периоду је био уредник АБЦ студија.

- По повратку у Југославију, понео је сценарио за собом и иако је почетком 1980-их година било планова да се ради серија и било је жеље да је режира познати филмски редитељ Живојин Павловић за РТБ, то се тада ипак није догодило.

- Годинама се мислило да је сценарио изгубљен док га није нашао познати редитељ Милутин Петровић.